# Tymen Kymmell
|                           |  |                                     |
| Tymen Kymmell (1749-1826) |  | Susanna Geertruida Cock (1739-1802) |

Tymen Kymmell (Havelte, 9 januari 1749 – Dalen, 9 augustus 1826) was een Nederlandse jurist en politicus.
Kymmell was een zoon van de landschrijver van Drenthe Jan Kymmell en Johanna Oldenhuis. Hij werd geboren in het huis Overcinge in Havelte. Kymmell studeerde rechten. Kymmell werd vervolgens gedeputeerde staat van Drenthe van 1788-1795. Kymmell woonde in Zwinderen op de erve Oldenhuis, dat van zijn grootvader van moederskant was geweest. Hij bezat een uitgebreid veengebied in de omgeving van Hoogeveen. In 1812 verkocht hij hiervan 65 hectare aan de participanten van de latere Zwinderensche Veencompagnie. Na de vorming van het Koninkrijk der Nederlanden was hij van 1814 tot 1826 lid van Provinciale Staten van Drenthe en van 1814 tot 1816 lid van Gedeputeerde Staten van Drenthe.
Kymmell was samen met de weduwe Aaltje Nijenhuis-Hovinge in het bezit van een eendenkooi nabij de Verlengde Hoogeveensche Vaart in de buurt van Zwinderen. In 1780 ontstond er een geschil met Jan Clasen uit Gees, die na een brand meer bos had gekapt bij de kooi dan was overeengekomen. Uiteindelijk werd Clasen veroordeeld tot betaling van het gekapte hout.
Kymmel trouwde op 14 mei 1776 te Koekange  met de uit Zwolle afkomstige Susanna Geertruida Cock, dochter van Gerrit Albert  Cock en Anna Hartman.